# Katzsohlteich
Der Katzsohlteich, auch Katzsohlbachteich, im Harz ist ein Stauteich am Katzsohlbach nahe Güntersberge im Landkreis Harz in Sachsen-Anhalt. Er wird als Vorfluter und Fischgewässer genutzt.

## Geographische Lage
Der Katzsohlteich befindet sich im Unterharz im Naturpark Harz/Sachsen-Anhalt. Er liegt etwa 1 km südwestlich des Harzgeroder Ortsteils Güntersberge zwischen dem Kleinen Stierberg (485,8 m ü. NHN), einem Nordostausläufer des Osterkopfs (505,9 m), im Westen und dem Kahlberg (486,2 m) im Osten auf rund 420 m Höhe. Das gestaute Fließgewässer ist der Katzsohlbach, der etwa 300 Bachmeter unterhalb vom Staudamm des Teichs, direkt nach Unterqueren der Selketalbahn, in den von der Selke durchflossenen Bergsee (auch Mühlteich genannt) mündet.

## Marmormühle
Die mittels Wasserkraft aus dem Katzsohlteich betriebene Marmormühle  existiert nicht mehr. In der Mühle wurde Marmor aus einem etwas oberhalb des Teichs gelegenen Steinbruch geschnitten und poliert.

## Wandern
Der Katzsohlteich ist als Nr. 172 in das System der Stempelstellen der Harzer Wandernadel einbezogen; der Stempelkasten befindet sich wenige Meter unterhalb des Staudamms nahe einem über den Katzsohlbach führenden Fußgänger-Holzbrückchen.